# 上海フランス学園

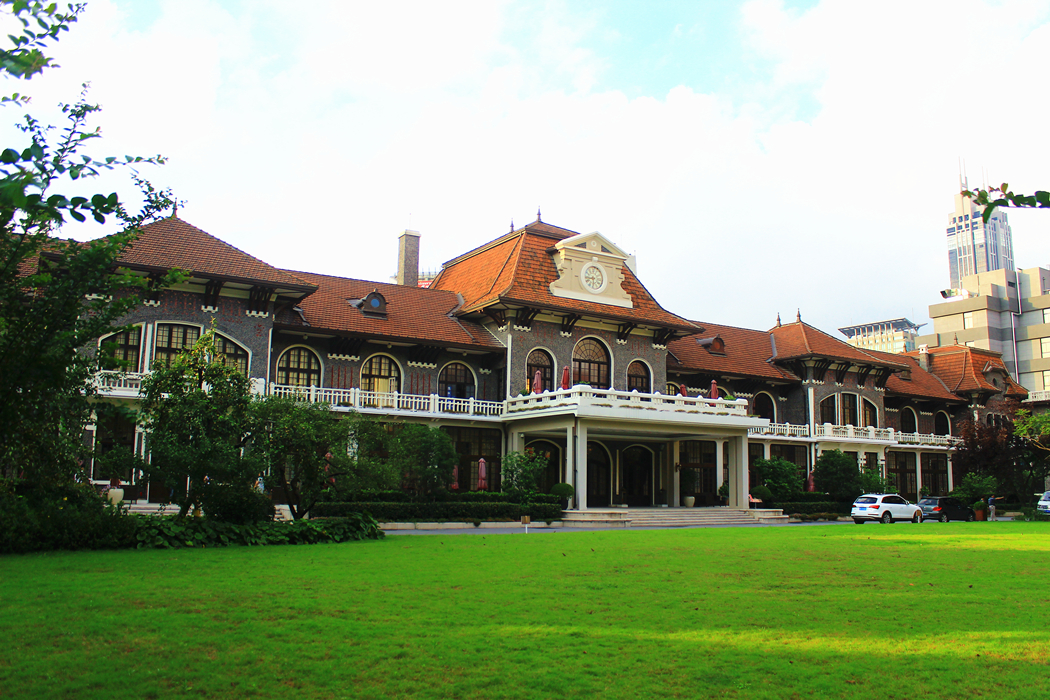
フランス学園

上海フランス学園（中国語: 法国学堂、フランス語: École de France）、は上海市黄浦区にある歴史建築である。現在は上海科学会堂一号棟である。映画建国大業のロケ地だった。
この建築は最初、上海フランス人クラブ（中国語: 上海法国总会）として建設されたが、その後はフランス学園に転用された。建築は1917年に竣工し、1994年に上海市優秀歴史建築に入選し、2019年に中華人民共和国全国重点文物保護単位に選ばれた。